# Japanonoba
Japanonoba is een geslacht van weekdieren uit de klasse van de Gastropoda (slakken).

## Soort
- Japanonoba patula (A. Adams, 1863)